# Anisodes lancearia
Anisodes lancearia är en fjärilsart som beskrevs av Felder 1875. Anisodes lancearia ingår i släktet Anisodes och familjen mätare. Inga underarter finns listade i Catalogue of Life.